# Санта-Крус де Тлателолько

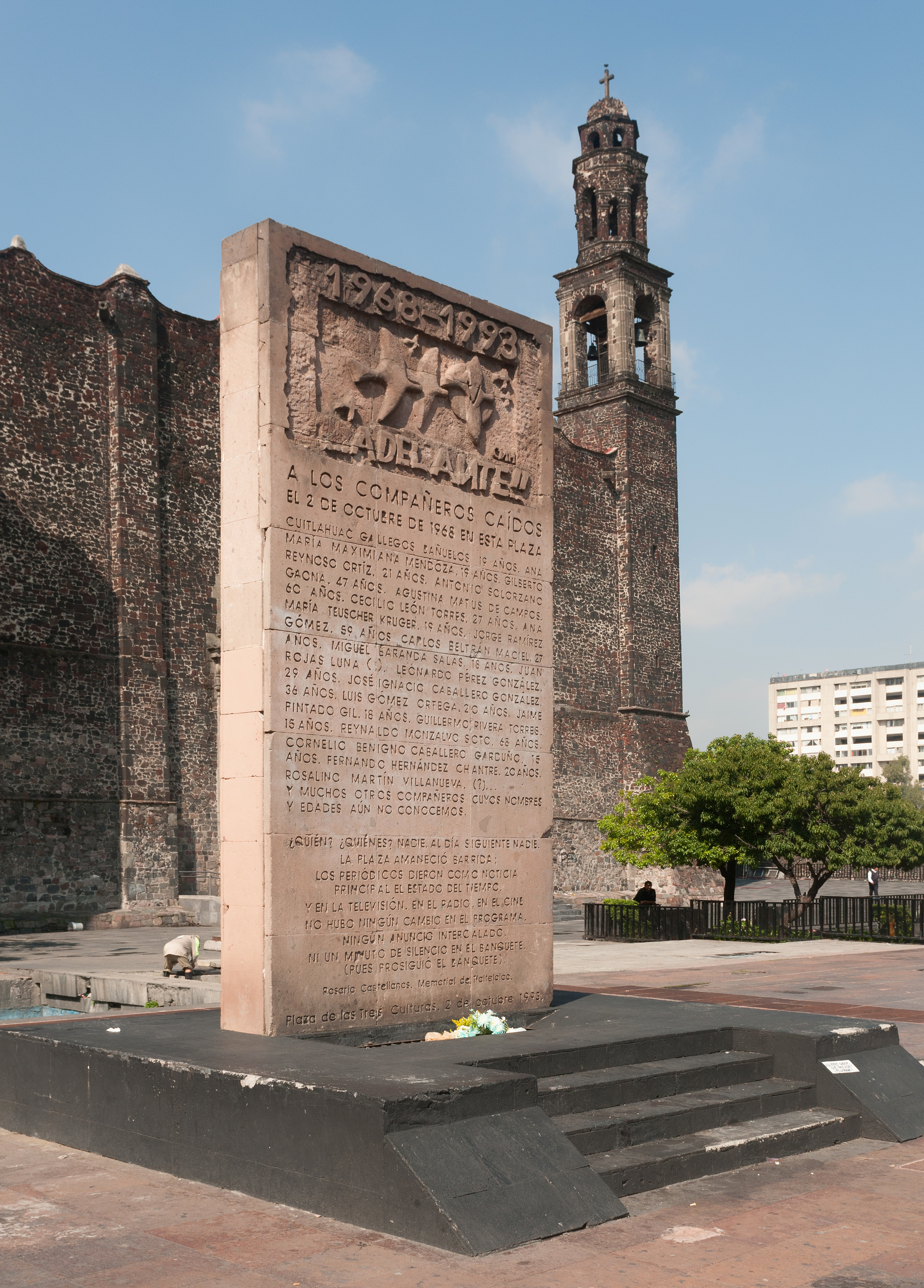
Площадь Трёх Культур в Мехико. Здесь располагалась коллегия Санта-Крус

Коллегиум Санта-Крус де Тлателолько или Санта-Крус де Сантьяго-Тлателолько (исп. Colegio de la Santa Cruz de Santiago Tlatelolco) — первое высшее учебное заведение Нового Света, предназначенное для культурной и научной интеграции детей индейской аристократии. Первое научно-исследовательское учреждение в Мексике и Америке. Расцвет деятельности пришёлся на 1536—1576 годы. Формально существовало (как начальная школа для индейцев) до 1728 года.

## Основание
В 1533 году председатель Королевской Аудиенсии епископ Себастьян де Фуэнлеаль озаботился вопросом об обучении индейцев Новой Испании латинскому языку. Преподавание было поручено монаху Ордена францисканцев Арнальдо де Басачо (Arnaldo de Bassacio). Обучение производилось при часовне Сан-Хосе монастыря Сан-Франсиско в Мехико, там же, где индейцев наставляли в основах христианской веры. Ввиду большого успеха этого предприятия, Фуэнлеаль 8 августа 1533 года отправил послание королю Карлу V, где указывал на бо́льшие успехи индейцев в учении, по сравнению с испанцами, и на этом основании испрашивал финансирование в размере 200 песо золотом и потребного количества маиса. Средства требовались для содержания студентов и преподавателей, причём Фуэнлеаль писал о необходимости преподавания как латыни, так и науатля.
В 1534 году попечитель индейцев в колонии (el custodio) — монах Хакобо де Тестера (Jacobo de Testera) предложил перевести училище для индейцев из Мехико в соседний Тлателолько и отрядил двух монахов в качестве преподавателей.
После создания вице-королевства Новая Испания, губернатор Антонио де Мендоса и епископ Мексики Хуан де Сумаррага постановили создать высшее учебное заведение исключительно для индейцев, разместив его в городе Сантьяго-Тлателолько. Торжественное открытие состоялось в день Богоявления — 6 января 1536 года.

## Организация

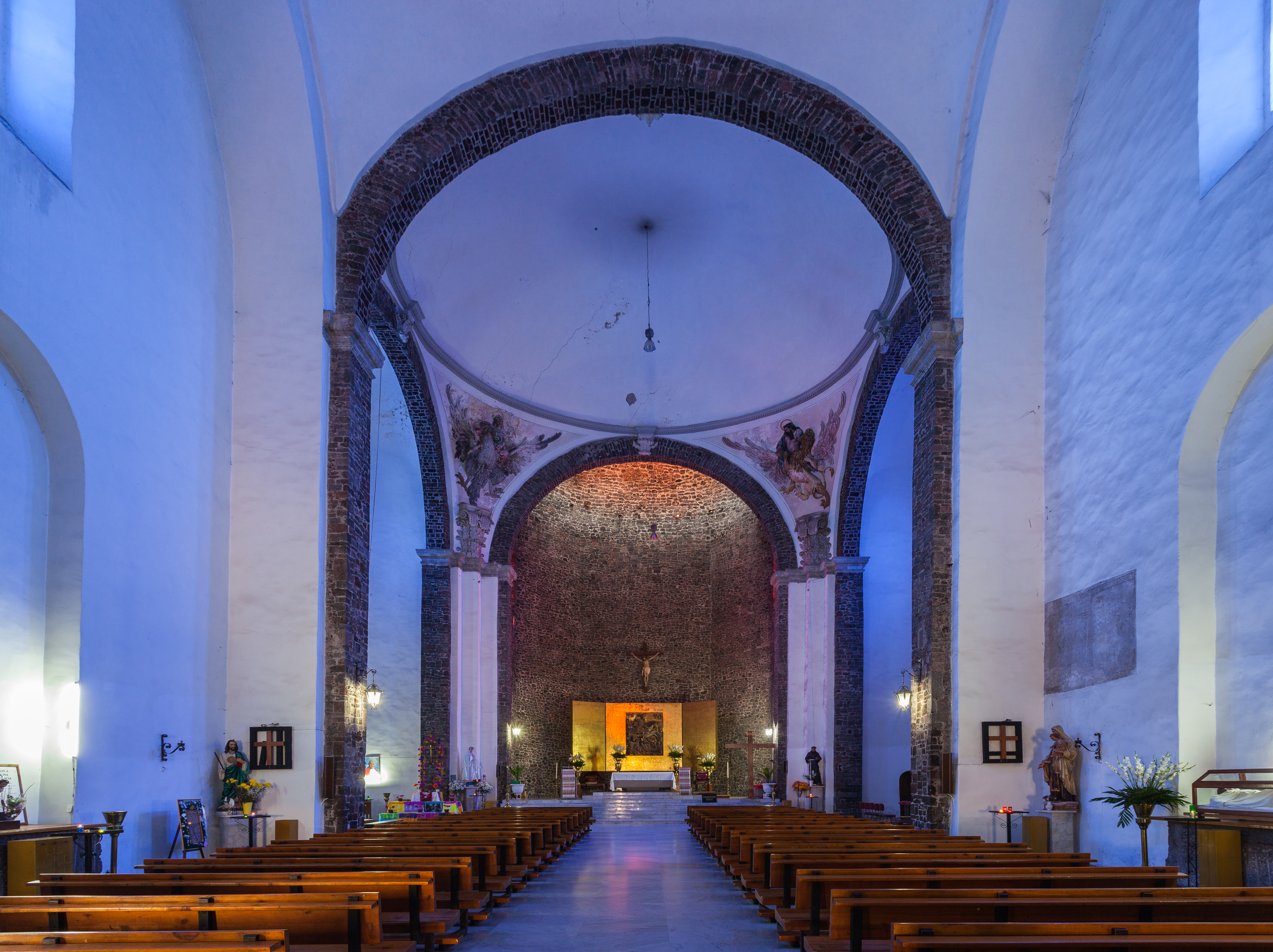
Внутренний вид церкви Сан-Франсиско

Коллегия Санта-Крус создавалась как элитное учебное заведение, для воспитания детей индейской аристократии в возрасте от 10 до 12 лет в духе европейской образованности. Было отобрано около 100 детей — по два-три человека из знатных семейств крупнейших народов и областей Мексики. В первые четыре года существования коллегии новых наборов не производилось.
Коллегия Санта-Крус была религиозным учебным заведением, предназначенным для подготовки туземных священников и миссионеров, которым было бы легче найти общий язык с соплеменниками. Не менее важной задачей было воспитание лояльной колониальным властям туземной элиты, и в этом смысле Санта-Крус был и школой политических наук.
Ученики вели монашеский образ жизни, питались в монастырской трапезной вместе с их преподавателями, спали в дортуарах. Ученики имели отдельные шкафы для личного имущества и книг. Распорядок дня выглядел в 1530-х годах следующим образом: после заутрени, ученики завтракали, в это время им читали душеспасительные тексты. После этого следовали занятия до главной мессы. Программа обучения мало отличалась от европейских университетов того времени. Преподавались в основном семь свободных искусств. Испанский язык поначалу не преподавался, ибо отбирались только дети, уже умеющие читать и писать на языке завоевателей. Основное внимание уделялось латинской грамматике, риторике и логике. Далее следовали дисциплины квадривиума: арифметика и геометрия, астрономия (и астрология), музыка. К дисциплинам тривиума была добавлена теология, а позднее — медицина и живопись. Ученики пользовались монастырской библиотекой. Таким образом, коллегия выпускала опытных писцов и рисовальщиков, оформителей книг, владеющих тремя языками. С 1539 года при коллегии действовала типография.

## Коллегия в 1540-е — 1570-е гг
В 1540-е годы концепция обучения в Санта-Крус претерпела изменения. Епископ Сумаррага пришёл к выводу, что выпускники желали остаться в миру, и пересмотрел свои взгляды на воспитание индейских священников. Был объявлен постоянный набор: в 1537 году в коллегии было 70 студентов, к 1541 году их число было доведено до 200, включая сюда вольнослушателей. В 1541 году часть испанского духовенства была отрицательно настроена к изучению индейцами латыни, полагая, что свободомыслие может привести к ереси.
В 1543 году король Карл V санкционировал бюджетную субсидию коллегии в размере 1000 песо в год, но с 1546 года она перестала поступать. Антонио де Мендоса возместил эту потерю субсидией в 800 песо годовых. С этого же года в коллегии стали преподавать бывшие её ученики, занявшие посты управляющих, надзирателей и лекторов. Однако настоятель коллегии и финансовый уполномоченный по-прежнему назначались вице-королём. В 1554 году коллегия получила статус королевской, но в финансировании из казны было отказано.
Большой урон коллегии нанесла эпидемия чумы в 1545 году, когда, по словам вице-короля Мендосы, скончалась большая часть студентов. С тех пор коллегия поражалась эпидемиями дважды: в 1564 и 1576 годах.
В 1552 году выпускники коллегии — Мартин де ля Крус и Хуан Бадиано занялись медицинскими исследованиями и издали ботанический и фармакологический труд Herbario de la Cruz-Badiano — единственное в своём роде произведение, созданное на основе индейских представлений европейски образованными туземцами.
После отставки вице-короля Мендоса, он передал коллегии два ранчо с 2000 овец, 1000 коров и 100 лошадьми для содержания учебного заведения. Новый вице-король — Луис де Веласко сохранил стипендию в 800 песо в год на содержание коллегии.
В 1553 году в Мехико был открыт Католический и Апостольский университет, ставший конкурентом прежде единственного высшего учебного заведения. После кончины де Веласко в 1564 году, начался упадок коллегии, совпавший по времени с эпидемией. Король Филипп II отказал в субсидии коллегии, но она не была закрыта. Источники показывают, что преподаватели были вынуждены работать за свой счёт и частично распродавать имущество коллегии, чтобы продолжить её функционирование.

## ДеятельностьБернардино де Саагуна. Окончательный упадок
Великий историк Бернардино де Саагун был одним из преподавателей коллегии со дня её основания. Начав работать с индейскими осведомителями в 1558 году, он переехал в Тлателолько, где работал до 1565 года. В 1570 году, удалившись в монастырь, он не покидал коллегии до своей кончины.
Саагун после 1570 года оживил деятельность коллегии, благодаря своим историческим и лингвистическим трудам, большое внимание уделял он и медицине. При нём преподавали Геронимо де Мендето и Хуан Баутиста, но главной задачей был поиск средств на существование учебного заведения. В 1572 году Саагун просил субсидию в 100 песо и некоторого количества маиса, но получил отказ. К тому времени прекратилось преподавание по программам тривиума и квадривиума, и коллегия стала превращаться в начальную школу. В 1576 году коллегия вновь была опустошена эпидемией, заболел и Саагун, но выжил, несмотря на преклонный возраст. После кончины Саагуна коллегия окончательно стала элементарной школой для индейцев, хотя, судя по результатам деятельности индейских историков XVII в. — Иштлильшотитля и Чимальпаина, в 1595—1600 годах уровень преподавания всё ещё был достаточно высок, давая познания в испанском и латинском языках, основах юриспруденции и т. д.
Коллегиум по инерции существовал до 1728 года. После инспекции 17 января 1728 года инспектор образования Новой Испании — дон Хуан-Мануэль де Оливан-и-Ребольедо нашёл, что начальная школа для индейцев находится в глубоком упадке, и располагается в ветхом здании. 19 ноября 1728 года он заново основал коллегию в Тлателолько, но это уже было совершенно другое учебное заведение.

## Историческое значение
Историческое значение коллегии Санта-Крус заключалось в попытке создания учебного заведения, в котором аборигены могли бы приобщиться к западной культуре, обогатив её своим опытом, например, медицинским. Аналогов этому заведению не существовало в мире XVI в. Другие учебные заведения, основанные в испанских колониях, не ставили своей задачей культурную интеграцию, предназначаясь для испанцев и креолов. О том, насколько коллегия Санта-Крус опередила своё время, свидетельствует первый закон об образовании, принятый в Мексике в 1600 году: Ordenanza de los Maestros del Nobilísimo Arte de Leer, Escribir y Contar («Установление учителям самых благородных искусств — чтения, письма и риторики»). В нём дословно сказано: 

…Учитель не должен быть ни негром, ни мулатом, ни индейцем; и, будучи испанцем, должен быть добрым христианином…